# 創作コンクールつばさ賞
創作コンクールつばさ賞（そうさくコンクールつばさしょう）は、一般社団法人日本児童文芸家協会が主催、文化庁、公益社団法人読書推進運動協議会が後援、サトーホールディングス、日本バイリーンが協賛する公募新人文学賞である。1988年に創設された。応募資格は単行本を出版したことのない人（自費出版は可） 。2020年度をもって終了。

## 受賞作品

### 第1回から第10回
第1回
- 〈幼年童話〉最優秀作「柿の実はおちたよ」古木和子
- 〈高学年童話〉該当作なし
- 〈童謡〉最優秀作「はっぱとぼく」西村祐見子

第2回
- 〈幼年童話〉最優秀作「ふりかえり清水」豊嶋かをり、「くまとうげ」阿部里佳
- 〈高学年童話〉該当作なし
- 〈童謡〉最優秀作「キャベツ」山口やすし

第3回
- 〈幼年童話〉最優秀作「あしたトンカツ、あさってライオン」相川幸穂子
- 〈高学年童話〉最優秀作「オッチャンのかみさま」野添草葉雄
- 〈童謡〉該当作なし

第4回
- 〈幼年童話〉該当作なし
- 〈高学年童話〉最優秀作「友だちって、なんだ？」あらいちか
- 〈詩・童謡〉最優秀作「空になりたい」石原一輝

第5回
- 〈幼年童話〉該当作なし
- 〈高学年童話〉該当作なし
- 〈詩・童謡〉該当作なし
- 〈単行本〉最優秀作「風のふく道」辻本よう子、「保津川の夜明け」由良正

第6回
- 〈幼年童話〉最優秀作「ようこの運動会」横手恵子
- 〈高学年童話〉該当作なし
- 〈詩・童謡〉該当作なし
- 〈単行本〉最優秀作「水の中のたいこの音」津島節子、「鬼の腕輪」黒沢知子

第7回
- 〈幼年童話〉最優秀賞「おしゃべりな水たまり」中村令子、優秀賞「ばあちゃんのはね」高村たかし、「銀色の夢うさぎ」大和薫
- 〈中学年童話〉優秀賞一席「銀のリボン」山元時枝、二席「踊り月夜」福明子
- 〈高学年童話〉優秀賞「喜劇役者」草野たき
- 〈詩・童謡〉優秀賞一席「土蔵のうた」阿部一之、二席「くいしんぼう」みや・あきこ
- 〈長編〉優秀賞「光る石」曽田佳司、「どろぼう村はヤンヤやんや」金子隆、「コスモス」光丘真理、「さらば猫の手」金治直美

第8回
- 〈幼年童話〉優秀賞「チュ～リップさいた」前田まさえ
- 〈中学年童話〉該当作なし
- 〈高学年童話〉優秀賞一席「もう風は起こっている」ともえかずよ、二席「パパは熱血地方記者」樋渡光憲
- 〈長編A〉該当作なし
- 〈長編B〉優秀賞「いつか飛ぶとき」ともえかずよ
- 〈詩・少年詩部門〉優秀賞一席「わかれ」童みどり、二席「しょうが」中川恵子、三席「てんとう虫」谷口和彦

第9回
- 〈幼年部門〉最優秀賞「ほわほわとんだ、わたげがとんだ」深山さくら、「二段ベッドの怪」巽麻利子
- 〈中学年部門〉優秀賞一席「宮本書店のすてきな店員さん」村上ときみ、二席「攻略チャンネル☆勇者への道」岡井梨沙
- 〈高学年部門〉該当作なし
- 〈長編部門〉優秀賞「君が見たい・おれたちのハーモニー」光丘真理、「思い出貯金」山村もとき
- 〈童謡・少年詩部門〉優秀賞一席「ぶたさん」うざとなおこ、二席「しゃだんき」谷口和彦、三席「おふろのオバケ」中島博男

第10回
- 〈童謡・少年詩部門〉優秀賞一席「あかちゃんそらをとぶ」ふうましのぶ、二席「つくしのたいそう」小原敏子、三席「まっすぐ」鈴木ゆかり
- 〈幼年部門〉優秀賞「チコのまあにいちゃん」北川チハル
- 〈中学年部門〉優秀賞二席「ピッカ邸のティッチレールおばさん」森里紅利、三席「ストリートライブでびっくりたまご」浅田宗一郎
- 〈高学年部門〉優秀賞「フコウヘイだっ！」浅見理恵

### 第11回から第20回
第11回
- 〈童謡・少年詩部門〉優秀賞「また　あした」永井群子、「せんかんやまと」間部香代
- 〈幼年部門〉該当作なし
- 〈中学年部門〉該当作なし
- 〈高学年部門〉優秀賞「ピイカン」山中真秀、「さるすべりランナーズ」浅田宗一郎
- 〈ノンフィクション部門〉該当作なし

第12回
- 〈童謡・少年詩部門〉優秀賞「やさしい目」加治一美、「バッタ」永井群子
- 〈幼年部門〉優秀賞「サツマイモのそつぎょうしき」田中正洋
- 〈中学年部門〉優秀賞　該当作なし
- 〈高学年部門〉優秀賞「ラン！」秋木真(文部科学大臣奨励賞)
- 〈ノンフィクション部門〉該当作なし

第13回
- 〈童謡・少年詩部門〉優秀賞「ひそひそ話」片山ひとみ、「ひとつＩＮ阿蘇」くろさみほ、「大空」西村友里
- 〈幼年部門〉該当作なし
- 〈中学年部門〉優秀賞「牛太郎！ぼくもやったるぜ！」堀米薫
- 〈高学年部門〉優秀賞「クローバー」中西翠(文部科学大臣賞)
- 〈ノンフィクション部門〉該当作なし

第14回
- 〈童謡・少年詩部門〉優秀賞「空」吉田雨
- 〈幼年部門〉優秀賞「おひさまいろの　てぶくろ」ひろいれいこ、「しろいじてんしゃ、おいかけて」松井ラフ、「はたけのまほうつかい」西山みち子
- 〈中学年部門〉優秀賞「ギッちゃんの飛んで来る空」幸原みのり(文部科学大臣賞)
- 〈高学年部門〉優秀賞「おはよう」夏野森
- 〈ノンフィクション部門〉該当作なし

第15回
- 〈童謡・詩部門〉該当作なし
- 〈童話部門〉該当作なし
- 〈読み物部門〉優秀賞「白瑠璃色に輝いて」国元アルカ(文部科学大臣賞)

第16回
- 〈童謡・詩部門〉該当作なし
- 〈童話部門〉優秀賞「花とばしの日」つげみさお(文部科学大臣賞)、「はじめての握手」萩原弓佳
- 〈読み物部門〉該当作なし

第17回
- 〈童謡・詩部門〉優秀賞「花のなまえ」鬼頭ちる
- 〈童話部門〉優秀賞「わすれんぼっち」橋口さゆ希(文部科学大臣賞)
- 〈読み物部門〉優秀賞「古い地図の向こうから」森くま堂

第18回
- 〈童謡・詩部門〉優秀賞「にぎられた　ことば」野原にじうお(文部科学大臣賞)、「黒あめ」北山千尋、「きつねの列車」阿部美智代
- 〈童話部門〉優秀賞「ひるねや」一樹ろこ、「まっかなじょうろのひとりごと」新月チマ
- 〈読み物部門〉優秀賞「きつねの時間」蓼内明子

第19回
- 〈童謡・詩部門　少年詩〉優秀賞「橋」平賀宏美
- 〈童謡・詩部門　童謡〉該当作なし
- 〈童話部門〉優秀賞「オニのアタマから」岡本正大、「しおりこぶたのぷーもん」真山みな子
- 〈読み物部門〉優秀賞「おばけふみ切り」宮武那槻